# 납태기도
납태기도(蠟臺基島)는 대한민국 전라남도 진도군 조도면에 있는 섬이다. '서대기도'라고 불리기도 한다. 특정도서로 지정하여 관리되고 있다.

## 특정도서
납태기도는 지형경관이 우수하고, 후박나무 등 상록활엽수림 우수하며, 흑비둘기가 서식하는 등 해양생물상이 다양하고 풍부하여 독도 등 도서지역의 생태계보전에 관한 특별법에 의거 환경부장관이 특정도서로 지정되었다.
- 지정번호 : 제43호
- 면적 : 66,967m2
- 지번 : 전라남도 진도군 조도면 독거도리 산107

## 행위 제한
특정도서안에서는 「독도법」 제8조에 의거 누구든지 다음 각호의 1에 해당하는 행위를 하거나 허가를 하여서는 아니된다.
- 건축물·공작물의 신축·개축·증축
- 개간·매립·준설 또는 간척
- 택지의 조성·토지의 형질변경·토지의 분할
- 공유수면의 매립
- 입목·죽의 벌채 또는 훼손
- 도로의 신설
- 흙·모래·자갈·돌의 채취, 광물의 채굴, 지하수의 개발
- 가축의 방목, 야생동물의 포획·살생 또는 그 알의 채취, 야생식물의 채취
- 특정도서에 서식하거나 도래하는 야생 동·식물 또는 특정도서 안에 존재하는 자연적 생성물을 그 섬 밖으로 반출하는 행위
- 특정도서 안으로 생태계 위해 외래 동·식물을 반입하는 행위
- 폐기물을 매립 또는 투기하는 행위
- 인화물질을 이용하여 음식물을 짓거나 야영을 하는 행위
- 지질·지형·자연적 생성물의 형상손괴 기타 이와 유사한 행위

## 출입금지
2011년 4월 26일 국립공원관리공단 다도해해상국립공원서부사무소장은 특정도서 출입금지를 공고하였다.
- 공원명 : 다도해해상국립공원
- 지역 : 전남 진도군 조도면 특정도서 5개 지역〔병풍도, 행금도, 백야도, 납태기도, 탄항도〕
- 목적 : 국립공원 자원자원보호 및 훼손된 부분의 원상회복, 해양생물 보호 및 모니터링 등을 위한 출입금지
- 기간 : 2011.05.01.~2016.04.30.까지(5년간)
- 근거 : 자연공원법 제28조(출입금지) 및 같은법시행규칙 제20조
- 벌칙 : 위반시 자연공원법 제86조의 규정에 의한 과태료 부과.